# Fred Wright
Alfred Brockwell Wright (født 13. juni 1999 i London) er en professionel cykelrytter fra England, der er på kontrakt hos Bahrain Victorious.